# Partido Alto (escola de samba)
Grêmio Recreativo Escola de Samba Partido Alto é uma escola de samba de Juiz de Fora, Minas Gerais, fundada em 1967.

## História
A Partido Alto foi fundada no Largo do Cruzeiro, onde ensaiava ao ar livre, pois na época não dotava de uma sede ou de uma quadra de ensaios. Depois de um tempo a escola conquista sua primeira quadra de ensaios próxima ao Corpo de Bombeiros e também a simpatia de boa parte do publico carnavalesco juizforano. Com ensaios lotados todos os finais de semana e crescendo ainda mais sua popularidade, Edson Guedes e demais dirigentes mudaram novamente a quadra da escola para um espaço maior e que desse mais conforto aos frequentadores da verde e rosa.  Atualmente, a Partido Alto está localizada na Avenida Brasil, no bairro Mariano Procópio, ao lado da atual Passarela do Samba.
Celeiro de bambas do Carnaval juizforano, a escola cinco vezes campeã do carnaval, até hoje tem o poderio de criar novos sambistas para a cidade e fortalecer nomes já consagrados na cidade como: Geraldo Santanna,Gilberto Vaz de Mello,Luiz Antônio,Emanoel Scanapieco,Edynel,Zezé do pandeiro, Amilton Damião, e no ultimo Carnaval o surgimento de dois novos nomes: Artur Cardoso e Arthur Veloso.
Dona de cinco título no Grupo especial e 2 no Grupo A, ela é uma das escolas mais populares e conhecidas da cidade, detentora de desfiles primorosos como "Almôndegas de Ouro" em 1982, que contou com o ator Edson Celulari como espectador, " E por falar em saudade, onde anda suas cores?" de 1997, na época tornou-se campeã, no ano seguinte homenageia Luíz Gonzaga, famoso sanfoneiro reconhecido como o rei do baião e do sertão brasileiro, conquistando assim um vice campeonato.
Em 1999, não havendo desfiles oficiais não desfilou. No ano seguinte, 2000, por causa de uma briga entre a diretoria, não desfila e cai para o grupo de acesso A.
Em 2004, de volta ao Grupo de Elite do Carnaval de Juiz de Fora, cometeu erros importantes de evolução e cronometragem, apesar de ter feito um desfile bonito teve sua queda decretada, para o grupo abaixo.
Em 2005, fez um desfile esplendoroso, de alegorias e fantasias maravilhosas, homenageando a sambista Clara Nunes, amargurou após a apuração um mísero terceiro lugar.
Em 2006 e 2007, fez dois desfiles de níveis parecidos, com inferioridade tradicional de qualidade já apresentados pela escola, porém desfiles bonitos, faturou dois vices campeonatos seguidos.
Em 2008, em um ano de grande disputa, com um desfile bom, ficou com a quinta posição, apenas a 0,7 ponto da campeã União das Cores.
Em 2009, com o enredo "Quer vinho? Vem, de autoria de Aloísio Costa, figurinos de Sérgio Passos, samba de Edynel e Carioca, faz um desfile de boa qualidade, de belíssimas alegorias e fantasias, consagra-se campeã do Grupo A, após cinco anos a verde e rosa do Largo do Cruzeiro retorna ao Grupo Especial.
Em 2010, a verde e rosa veio homenageando o ex Presidente Juscelino Kubitscheky, JK, apresentando um belissimo desfile sob o comando do Carnavalesco Sérgio Passos, que em 2009 foi o figurinista da escola. Foi um carnaval belo, obtendo o 3ºlugar no Grupo Especial, aclamado pelo público, conquistou novamente seu espaço entre as grandes do Carnaval da cidade.
Em 2011, o Partido Alto tem o retorno de seu patrocinador Carlos Alberto Novais, o Betinho, bem como do carnavalesco Aloísio Costa que desenvolveu o enredo cujo tema foi o carnaval em si, desde os primórdios da festa na Itália ate a grande festa popular que hoje temos no Brasil, vindo brilhante e luxuosa a escola obteve uma nova terceira posição.
Para 2012, a verde e rosa veio com um enredo sobre a Itália, desenvolvido por Sergio Passos que volta a escola após ter estado um ano afastado, foi um carnaval montado na base da garra e superacao, pois a escola contava com recursos escassos e mesmo assim apresentou um Carnaval belo que surpreendeu a todos que estavam na Avenida assistindo, ficando assim na terceira posicao novamente.
Ja em 2013, a escola teve um enredo relacionado ao evento do apocalipse, ou seja, ao famoso fim de mundo maia, utilizou deste tema para clamar a paz e o amor, fora o enfoque aos problemas sociais do mundo, cujo titulo é: "Não acabou. E agora?", com autoria do carnavalesco da escola Sergio Passos que engata seu segundo ano consecutivo na concepção do desfile dela. Com um contingente prejudicado e com diversos problemas em harmonia, evolução, alegorias e fantasias acabou rebaixada ao grupo de Acesso em 2014, onde apresentará o enredo "Quando eu piso em folhas secas caídas de uma Mangueira... Penso num poeta de lá da Estação Primeira!".

## Segmentos

### Presidentes
| Nome           | Mandato     | Ref.  |
| -------------- | ----------- | ----- |
| Regina Rabelo  | 2017 - 2022 |       |
| Leonardo Alves | 2022 - ?    | [ 1 ] |

### Diretores
| Ano  | Diretor de Carnaval         | Diretor geral de harmonia | Mestre de bateria | Ref.  |
| ---- | --------------------------- | ------------------------- | ----------------- | ----- |
| 2010 |                             |                           | Aroldo            | [ 1 ] |
| 2011 |                             |                           | Aroldo            |       |
| 2012 |                             |                           | Aroldo e Shell    |       |
| 2013 |                             |                           | Mirim             |       |
| 2014 |                             |                           | André             |       |
| 2015 |                             |                           | André             |       |
| 2016 |                             |                           | Paulinho          |       |
| 2017 | Michael Saed                |                           | Aroldo e Paulinho |       |
| 2023 | Leonardo Alves              | Raimundo                  | Aroldo e Paulinho |       |
| 2024 | Beto Dutra e Leonardo Alves | José Maria                | Aroldo e Paulinho |       |
|      |                             |                           |                   |       |

### Coreógrafo
| Ano  | Nome            | Ref. |  |
| ---- | --------------- | ---- |  |
| 2023 | Regina Ferreira |      |  |
| 2024 | João Victor     |      |  |

### Casal de Mestre-sala e Porta-bandeira
| Ano  | Nome             | Ref.  |
| ---- | ---------------- | ----- |
| 2013 | Jorian e Mariana | [ 1 ] |
| 2015 | Dudu e Nadia     |       |
| 2017 | Dudu e Nadia     |       |
| 2023 | Tony e Keila     |       |
| 2024 | Tony e Keila     |       |

### Rainhas de bateria
| Período           | Rainha | Madrinha        | Ref. |
| ----------------- | ------ | --------------- | ---- |
| 2006 / Atualmente |        | Cristina Rabelo |      |

## Carnavais
| Ano                                                                                | Colocação                                                                          | Grupo                                                                              | Enredo | Carnavalesco                                                                       | Intérprete                                                                         | Ref.                       |
| ---------------------------------------------------------------------------------- | ---------------------------------------------------------------------------------- | ---------------------------------------------------------------------------------- | --- | ---------------------------------------------------------------------------------- | ---------------------------------------------------------------------------------- | -------------------------- |
| 1969                                                                               | 3º lugar                                                                           | Blocos                                                                             | |                                                                                    |                                                                                    |                            |
| 1970                                                                               | 3º lugar                                                                           | Blocos                                                                             | |                                                                                    |                                                                                    |                            |
| 1971                                                                               | Vice Campeão                                                                       | Blocos                                                                             | |                                                                                    |                                                                                    |                            |
| 1972                                                                               | Campeão                                                                            | Blocos                                                                             | Festa do Serro |                                                                                    |                                                                                    |                            |
| 1973                                                                               | Campeão                                                                            | Blocos                                                                             | |                                                                                    |                                                                                    |                            |
| 1974                                                                               | Campeão                                                                            | Blocos                                                                             | Baile da Casa Grande |                                                                                    |                                                                                    |                            |
| 1975                                                                               | Vice Campeão                                                                       | 1º                                                                                 | Origens e glórias do povo brasileiro |                                                                                    |                                                                                    |                            |
| 1976                                                                               | 4º lugar                                                                           | 1º                                                                                 | Rio Samba e fantasia |                                                                                    |                                                                                    |                            |
| 1977                                                                               | 3º lugar                                                                           | 1º                                                                                 | Festa do Divino |                                                                                    |                                                                                    |                            |
| 1978                                                                               | Vice Campeão                                                                       | 1º                                                                                 | A comunicação através do carnaval fantástico |                                                                                    |                                                                                    |                            |
| 1979                                                                               | 3º                                                                                 | 1º                                                                                 | Amendo Rosendá e Joãzinho Trinta - Otem e Hoje |                                                                                    |                                                                                    |                            |
| 1980                                                                               | Campeã                                                                             | 1                                                                                  | Epopeia das Esmeraldas |                                                                                    |                                                                                    | [ 5 ]                      |
| 1981                                                                               | Vice Campeão                                                                       | 1º                                                                                 | Natureza em Sonho e realidade |                                                                                    |                                                                                    |                            |
| 1982                                                                               | Campeã                                                                             | 1º                                                                                 | Almondegas de Ouro |                                                                                    |                                                                                    |                            |
| 1983                                                                               | Vice Campeão                                                                       | 1º                                                                                 | |                                                                                    |                                                                                    |                            |
| 1984, 1985, 1986 não desfilou                                                      |                                                                                    |                                                                                    | |                                                                                    |                                                                                    |                            |
| 1987                                                                               | 4º lugar                                                                           |                                                                                    | |                                                                                    |                                                                                    |                            |
| 1988 não desfilou - de 1989 não teve desfile do primeiro grupo                     |                                                                                    |                                                                                    | |                                                                                    |                                                                                    |                            |
| 1990                                                                               | 6º lugar                                                                           | 1º                                                                                 | Itamaracá - Ilha do Sol |                                                                                    |                                                                                    |                            |
| 1991 e 1992 não teve desfiles das escolas de samba                                 |                                                                                    |                                                                                    | |                                                                                    |                                                                                    |                            |
| 1993                                                                               | Desfile não competitivo                                                            | 1º                                                                                 | Chica da Silva |                                                                                    |                                                                                    |                            |
| 1994 não desfilou                                                                  |                                                                                    |                                                                                    | |                                                                                    |                                                                                    |                            |
| 1996                                                                               | 3 Lugar                                                                            | 1                                                                                  | |                                                                                    |                                                                                    |                            |
| 1997                                                                               | Campeã                                                                             | 1º                                                                                 | Por não falar de saudade | Aloisio Costa                                                                      | Zezé do Pandeiro                                                                   |                            |
| 1998                                                                               | Vice campeão                                                                       | 1º                                                                                 | Luiz Gonzaga , o rei do baião | Aloisio Costa                                                                      | Zezé do Pandeiro                                                                   | [ 5 ]                      |
| Em 1999 não teve os desfiles das escolas de samba e em 2000 a escola não desfilou. | Em 1999 não teve os desfiles das escolas de samba e em 2000 a escola não desfilou. | Em 1999 não teve os desfiles das escolas de samba e em 2000 a escola não desfilou. | Em 1999 não teve os desfiles das escolas de samba e em 2000 a escola não desfilou.                                                                                | Em 1999 não teve os desfiles das escolas de samba e em 2000 a escola não desfilou. | Em 1999 não teve os desfiles das escolas de samba e em 2000 a escola não desfilou. | [ 5 ]                      |
| 2001                                                                               | Vice Campão                                                                        | B                                                                                  | Estória de pescador, nenhum sabe ninguém viu | Beto Dutra                                                                         |                                                                                    |                            |
| 2002                                                                               |                                                                                    | B                                                                                  | O fantasma do Mineirão nos braços do povão |                                                                                    |                                                                                    | [ 5 ]                      |
| 2003                                                                               | Campeã                                                                             | B                                                                                  | O sonho de uma noite de carnaval |                                                                                    |                                                                                    | [ 5 ]                      |
| 2004                                                                               | 7º lugar                                                                           | A                                                                                  | Exaltação às Artes |                                                                                    |                                                                                    | [ 6 ]                      |
| 2005                                                                               | 3º lugar                                                                           | B                                                                                  | Clara, Clareia, Clareou | Aloísio Costa                                                                      | Zezé do Pandeiro                                                                   | [ 5 ] [ 7 ] [ 8 ]          |
| 2006                                                                               | Vice-campeã                                                                        | B                                                                                  | Quanto maior o coqueiro maior é o tombo, afinal todo mundo é igual                                                                                                | Beto Dutra                                                                         |                                                                                    | [ 5 ] [ 9 ] [ 10 ]         |
| 2007                                                                               | Vice-campeã                                                                        | B                                                                                  | Nunca te vi, sempre te amei | Beto Dutra                                                                         |                                                                                    | [ 5 ] [ 11 ] [ 12 ] [ 13 ] |
| 2008                                                                               | 5º lugar                                                                           | B                                                                                  | A visita da Família Imperial à Princesa de Minas |                                                                                    |                                                                                    | [ 5 ] [ 14 ] [ 15 ]        |
| 2009                                                                               | Campeã                                                                             | B                                                                                  | Quer vinho? Vem! | Aloísio Costa                                                                      | Paulinho Jalão                                                                     | [ 16 ] [ 17 ]              |
| 2010                                                                               | 3º lugar                                                                           | A                                                                                  | JK - Um Legado de Glórias Compositores: Edynel, Zezé do Pandeiro e Carioca                                                                                        | Sérgio Passos                                                                      | Zezé do Pandeiro                                                                   | [ 4 ] [ 18 ]               |
| 2011                                                                               | 3º lugar                                                                           | A                                                                                  | Na verde e rosa é tempo de Alegria... É carnaval Compositores:Edynel, Zezé do Pandeiro e Carioca                                                                  | Aloisio Costa                                                                      | Zezé do Pandeiro                                                                   | [ 16 ] [ 19 ] [ 20 ]       |
| 2012                                                                               | 3º lugar                                                                           | A                                                                                  | Amore Mio ... Partido Alto canta o Ano da Itália no BrasilCompositores:Artur Cardoso, Arthur Veloso, Cesinha Maluco, Pedro Xerem, Roberto Garrido e Valter Veneno | Sérgio Passos                                                                      | Zezé do Pandeiro                                                                   | [ 16 ] [ 21 ]              |
| 2013                                                                               | 7º lugar                                                                           | A                                                                                  | Não acabou. E agora? | Sérgio Murilo Passos                                                               | Zezé do Pandeiro                                                                   | [ 1 ] [ 22 ] [ 23 ]        |
| 2014                                                                               | 4º lugar                                                                           | B                                                                                  | Quando eu piso em folhas secas caídas de uma Mangueira... Penso num poeta de lá da Estação Primeira!                                                              | Beto Dutra                                                                         |                                                                                    | [ 24 ]                     |
| 2015                                                                               | 3º lugar                                                                           | B                                                                                  | O meu sonho em verde e rosa | Waltencir Barbosa                                                                  |                                                                                    |                            |
| 2017                                                                               | 3° Lugar                                                                           | B                                                                                  | Chica da Silva: A escrava que se vez rainha | Beto Dutra                                                                         | Derli do Partido (im memória)                                                      |                            |
| De 2018 até 2022 não aconteceram os desfiles das escolas de samba                  |                                                                                    |                                                                                    | |                                                                                    |                                                                                    |                            |
| 2023                                                                               | 3 Lugar                                                                            | Acesso A                                                                           | Quem traz na pele essa marca, possui a estranha mania de ter fé na vida.                                                                                          | Fernando Valério                                                                   | Alexandre Xuxu                                                                     |                            |
| 2024                                                                               | Campeão                                                                            | Acesso A                                                                           | Patakóri agbra irin . Patakóri a força do ferro | Fernando Valério                                                                   | Alexandre Xuxu                                                                     |                            |
|                                                                                    |                                                                                    |                                                                                    | |                                                                                    |                                                                                    |                            |
| 2026                                                                               |                                                                                    | Especial                                                                           | Istória de pescador lá nós mares da BAHIA. Ninguém sabe, ninguém viu !                                                                                            | Fenando Valério                                                                    |                                                                                    |                            |

- Campeã do 1º Grupo / Grupo A: 1980, 1982, 1997.
- Campeã do 2º Grupo / Grupo B: 1971,1972,1973,1974, 2003, 2009 e 2024